# Estación de Zamora
Estación de Zamora vasútállomás Spanyolországban, Zamora településen.

## Vasútvonalak
Az állomást az alábbi vasútvonalak érintik:
- Zamora–La Coruña-vasútvonal
- Medina del Campo-Zamora-vasútvonal
- Olmedo-Zamora-Galicia nagysebességű vasútvonal
- Plasencia-Astorga-vasútvonal

## Kapcsolódó állomások
A vasútállomáshoz az alábbi állomások vannak a legközelebb:
- Estación de Toro
- Estación de Puebla de Sanabria
- El Perdigón y Morales del Vino train station